# ۱۰۷۷ (خورشیدی)
۱۰۷۷ هزار و هفتاد و هفتمین سال هجری خورشیدی است.

## زادگان
1. ولادت عالی جناب نجیب السلطنه نجیب زاده از اشراف و حاکمان بوشهر و دریاسالاران ناوگان نادر شاه افشار